# 花蓮五子命案
花蓮五子命案，發生於2006年9月花蓮縣吉安鄉。檢方調查後認為是父母迷昏五名子女並殺害，兩人自殺的屍骨則在2015年被發現，事後檢警公開兩人犯案過程中自行拍下的照片。

## 背景
| 姓名   | 出生日期         | 備註                         |
| ------ | ---------------- | ---------------------------- |
| 劉志勤 | 1958年11月25日生 | 經營「魔幻家族」怡園店       |
| 林真米 | 1971年7月26日    | 舊名林良益，劉志勤第三任妻子 |

| 姓名   | 出生日期           | 死亡日期與年齡       | 學歷                                                                  | 生母   | 綑綁情形                                         |
| ------ | ------------------ | -------------------- | --------------------------------------------------------------------- | ------ | ------------------------------------------------ |
| 劉昱辰 | 1987年12月16日辰時 | 2006年9月4日（18歲） | 花蓮縣私立四維高級中學畢業 元培科技大學醫事技術系四技日間部一年級新生 | 陳沂賢 |                                                  |
| 劉昕辰 | 1988年11月15日卯時 | 2006年9月4日（17歲） | 花蓮縣私立四維高級中學普通科三年級乙班學生                            | 陳沂賢 | 雙手被反鐵絲綑綁在後，頭部也遭白色膠帶封住眼、口 |
| 劉其臻 | 1991年8月12日寅時  | 2006年9月5日（15歲） | 花蓮縣立吉安國民中學一年級新生                                        | 陳沂賢 | 雙手被草繩綑綁，頭部遭到白色透明膠布封住眼、口   |
| 劉其恩 | 1993年11月24日寅時 | 2006年9月5日（12歲） | 花蓮縣吉安鄉吉安國民小學三年級學生                                    | 林真米 |                                                  |
| 劉北辰 | 1996年11月18日巳時 | 2006年9月5日（9歲）  | 花蓮縣吉安鄉吉安國民小學二年級學生                                    | 林真米 | 頭部黑色塑膠袋套住頭部，脖子被綁上鐵絲勒斃       |

## 行兇
8月28日，林真米打電話給姊姊林秋桂，林秋桂聽出林真米心情很沮喪，曾主動邀約林真米出來談心聊天，但林真米卻以生意很忙為由婉拒，這通電話就成為姊妹兩人的最後聯繫。
9月4日，劉志勤視察自家公司業務後，主動跟自家公司員工說：「要帶小孩去台北開刀，這幾天都不會在公司 。」之後就開始陸續殺害子女，長子劉昱辰因為等大學開學，成為第一個遇害目標。
- 中午，劉家么子劉北辰放學回家，被母親灌藥，在有意識的狀態下，雙手被劉志勤以鐵絲反綁，並以鐵絲從脖子纏繞到嘴巴，而下顎也因為掙扎，加上綑綁力道過猛而脫臼。
- 晚上，劉家次子劉昕辰因為課業繁重而最晚回家，之後就被母親迷昏。根據法醫解剖表示，因為長子、次子、么子胃裡沒有食物，因此研判可能都在用餐之前就遇襲身故。

9月5日，一早，長女與次女正常到校上課，次女則是幫弟弟以發燒為由請假，卻不知弟弟已在昨晚被迷殺。
- 早上7時50分，次子未到校，四維高中老師打電話到劉家詢問，林真米回答身體不適，在家休息。[5]
- 晚上，長女與次女在用完晚餐後，被母親迷殺，而身上穿的學校運動服還來不及換。
- 19時20分，鄰居看到劉妻林真米到巷口倒垃圾，稍後拿魚要給劉家，敲門卻無回應，轎車也不在家。
- 23時30分，劉志勤匆忙駕車購買尖嘴鉗，付錢後隨即大迴轉掉頭，疾駛而去。

## 發現及調查
9月6日10時，花蓮縣吉安鄉吉安國民小學老師們至劉家家庭訪問，欲瞭解劉其恩姊弟為何沒上課，但無人應門，劉妻手機不通，轎車也不在。
9月7日，吉安國小老師、主任，分別利用下午、晚間到劉宅訪問，都無人回應。
9月8日下午，花蓮縣警察局接獲報案，指出吉安鄉吉安村一棟民宅發出惡臭，警察敲門不應良久，只好破門而入，發現屋主劉志勤的五名子女陳屍並堆疊於浴室，手腳被鐵絲綑綁，劉志勤與其妻林真米失蹤。。
子女5人皆穿著整齊，有3人遭米色膠帶纏繞臉部封住眼睛、鼻子，再套上黑色垃圾袋以鐵絲繞頸，另手、腳也分別遭鐵絲反綁，用涼被包裹遺體或覆蓋，另兩人其中一人被用圍巾包頭頸纏繞鐵絲，另一人則是頸繞鐵絲，再用涼被包裹。
警察並在劉宅一樓客廳書桌上發現兩張求救字條，以白紙和千元紙鈔上書寫，內容分別是「25號 遇綁控制中.孩子危急.請速報警.SOS」、「258巷25號 遭綁控制 危急 請快報警」。
檢警調查推定5人是遭殺害，根據鄰居及其他關係人的描述，劉志勤在外有超過千萬元的負債，且孩子的受害日期又是在開學日前，因此檢警研判，應是家中經濟問題，以致其無力繼續撫育五名子女所致。
10月19日，專案小組雖然將五名子女的內臟器官送交法務部法醫研究所驗毒物成分，但是僅驗出中毒反應，卻驗不出任何安眠藥與鎮定劑成分，再加上命案現場找到一株魚藤的盆栽，所以研判五名子女是被魚藤迷昏。
11月14日，花蓮地方法院檢察署正式對劉志勤和林真米夫婦發布通緝令，通緝時效至2044年3月。

## 疑點
依據2015年6月17日花蓮地檢署公佈的疑似由林真米拍攝的劉志勤行兇過程照片，其長女雙手十指緊扣，大幅彎腰屈膝等皆不似在昏迷狀態下肌肉鬆弛，肢體能達成的動作。
五名子女的藥毒物種類鑑定結果並未明確有毒藤等毒物反應。
劉志勤夫婦在鈔票上寫下求救字句等，求助訊息並未對外傳遞，其訊息只能等到五子屍體被發現才能為外界獲悉，此外，若渠等行兇後隨後赴死心意已決，故布疑陣亦多此一舉。
劉志勤有情報機構背景，曾在中華民國國家安全局服務。
根據警察清查劉所積欠債務，依其經濟能力並未達到無法可救的地步。
對曾聲言要殺死其全家前生意合夥人的嫌疑清查等。

### 遺留的求救訊息
檢警在劉宅一樓客廳書桌上發現兩張求救字條，在白紙和新台幣千元紙鈔上書寫，內容分別是 「25號 遇綁控制中.孩子危急.請速報警.SOS」、「258巷25號 遭綁控制 危急 請快報警」。

### 可疑的房屋買賣
清查劉志勤的房屋買賣過程當中，意外發現買受人是花蓮的現職員警，他不但以高於市價買屋，完成交易後還將屋子租給劉志勤。據報載此交易是劉志勤所策劃之假交易行為，用意在取得賣屋的新台幣500萬元款項後償還日常債務300餘萬元，而吳姓警員則可得到50萬元酬勞，貸款部份則由劉以房租形式負責償還。一說此案原由乃劉無力償還500萬元的貸款，背負500萬元貸款之吳姓警員不滿而脅迫劉志勤設局殺子。然而以此推論，吳姓警員應無讓房子成為兇宅而使權益蒙受更大損害的可能性存在
。

### 現場錄影帶
除凶宅現場膠帶指紋、筆跡證實為劉志勤外，關鍵證據為一卷疑似由林真米掌鏡的影片，邊哭邊錄下劉對五子行兇過程，但因涉及敏感，所有員警都被下了封口令，對外一宣稱沒這回事，警界高層更極力否認到底
。

### 遺失的記憶卡
檢警指出，9年前在兇案現場搜出一台沒記憶卡數位相機，經還原內部記憶體，發現一張是林真米殺子前所拍照片，確定是夫妻倆犯案，至於殺子動機仍陷入無解。 專案小組表示，還原照片應是林真米從丈夫後方約肩膀高度拍攝，不排除原有的記憶卡應還有更多照片，但記憶卡已被丟棄。
2015年6月18日，檢警進一步公佈兩張記憶卡內資料，畫面是一男子正在綑綁長女劉其臻，且顯示劉女很可能尚未斷氣。另一張照片則顯示劉女的頭部被膠帶綑綁，可能已經斷氣。

## 發現劉姓夫婦遺骸
2015年6月10日，花蓮縣吉安鄉慈雲山發現兩具白骨，一男一女，由於初判死亡甚久，且和五子命案有地緣關係，引起警察高度重視。由於現場發現一罐農藥空瓶，警察研判兩人可能同飲農藥自殺。經法醫研究所相驗解剖，進行DNA比對，確認此2具骨骸為劉志勤、林真米，並鑑定死亡原因均為服用農藥納乃得中毒休克死亡，死亡方式為自殺。
2015年6月，劉志勤夫婦的屍骨被發現，陳屍荒山，警察懷疑劉志勤夫婦畏罪輕生，巧合的是，這個命案與2001年9月的洪宅三子命案（通稱洪若潭命案），可能同是9月4日發生。
2015年9月11日，臺灣花蓮地方法院檢察署宣布偵查終結，由於證據指向劉志勤、林真米夫婦涉嫌殺害5名子女，而2人已確定死亡，因此全案做出不起訴處分。

## 大眾文化
2012年，電視劇《廉政英雄》單元題材曾改編花蓮五子命案。
2017年，電視電影《九月四日》題材曾改編花蓮五子命案。